# Трайче Чайчаров
Трайче Попстоянов Чайчаров е български общественик от Македония.

## Биография
Трайче Чайчаров е роден в 1841 година в град Скопие, тогава в Османската империя. Учи в българското училище в родния си град в периода 1853 - 1860 година, където му преподават учителите Игнатий от Велес, хаджи Йордан Хаджиконстантинов-Джинот от Велес и Стоянче Костов от Бунушевци, Вранско. Чайчаров е един от основателите на българското читалище „Развитие“ в 1873 година в Скопие, като е негов председател за период от 3 години.
В 1917 година подписва Мемоара на българи от Македония от 27 декември 1917 година.
За укрепване на националния дух в Македония през Първата световна война в 1918 година, Трайче Чайчаров е награден с орден „Свети Александър“.